# Corey Koskie
Cordel Leonard Koskie (né le 28 juin 1973 à Anola, Manitoba, Canada) est un ancien joueur canadien de baseball qui a évolué dans les Ligues majeures de 1998 à 2006.

## Carrière
Corey Koskie, un joueur de troisième but, fait ses débuts dans les majeures avec les Twins du Minnesota le 9 septembre 1998. À sa saison recrue en 1999, le frappeur gaucher présente une moyenne au bâton de ,310 avec 58 points produits en 117 parties.
En 2000, il frappe pour ,300 avec 65 points produits et une moyenne de présence sur les buts de ,400. Malgré une moyenne au bâton moins élevée (,276) en 2001, il connaît sa meilleure saison en offensive avec 155 coups sûrs, 26 coups de circuit, 103 points produits et 100 points marqués.
Après des saisons de 69, 69 et 71 points produits avec les Twins, le Canadien devient agent libre et signe un contrat de 17,5 millions de dollars pour 3 ans avec les Blue Jays de Toronto en décembre 2004.
Cependant, les blessures affectent son rendement à sa première année à Toronto. Il manque près de la moitié de la saison régulière, jouant dans 97 parties, et ne frappant que pour ,249. Cette faible production offensive et l'abondance de talent au troisième coussin amènent les Jays à échanger Koskie aux Brewers de Milwaukee le 6 janvier 2006 en retour du lanceur Brian Wolfe.
Le 5 juillet 2006, au Miller Park de Milwaukee, Koskie fait une chute sur le terrain en voulant attraper en 7e manche un ballon soulevé à l'avant-champ par Felipe López des Reds de Cincinnati. À sa présence suivante au bâton, il ressent des nausées et est retiré sur des prises. Il quitte la rencontre et ne jouera plus dans un match régulier des Ligues majeures. Les médecins diagnostiquent un syndrome post-commotionnel.
Koskie rate les saisons 2007 et 2008, après quoi il est libéré de son contrat par les Brewers. Déterminé à revenir au jeu, il participe à la Classique mondiale de baseball 2009 avec l'équipe du Canada. Il signe un contrat des ligues mineures avec les Cubs de Chicago et participe à leur camp d'entraînement mais décide le 21 mars 2009 de prendre sa retraite, préférant ne pas mettre en péril sa santé.
En 989 parties dans les majeures, Corey Koskie a frappé 936 coups sûrs et maintenu une moyenne au bâton de ,275 avec 124 coups de circuit, 506 points produits et 516 points marqués.
Koskie est intronisé au Temple de la renommée du baseball canadien le 13 juin 2015.